# Andrej Komac
Andrej Komac, (uttal /Kåmatz/) född 4 december 1979 i Nova Gorica, Jugoslavien (nuvarande Slovenien), är en slovensk före detta fotbollsspelare (mittfältare) med meriter från Sloveniens fotbollslandslag.

## Karriär
Komac inledde sin fotbollskarriär som åttaåring i klubben Olimpija Ljubljana från Nova Gorica hans hemstad och blev sedan fotbollsfostrad i slovenska klubbar. Hans spelade ett halvår i Portugisiska ligan med CS Marítimo. 
Sommaren 2006 anslöt han till Djurgårdens IF på ett treårskontrakt och flyttade till Stockholm. Under debutsäsongen 2006 blev det 15 matcher för Djurgården i Allsvenskan. Hans matchdebut skedde 12 juli 2006 i matchen mellan Djurgårdens IF och IF Elfsborg på Stockholms stadion som slutade 1–1. Komac spelade kontraktstiden ut och under de tre åren i Djurgården blev det 70 Allsvenska matcher (4 mål) och även kvalmatcher till Champions League och Uefacupen.
Under sommaren 2009 anslöt Komac till Maccabi Tel Aviv. Där stannade han en säsong för att sedan ansluta till Ruch Chorzów i Polen.

## Meriter
- A-landskamper: 43 stycken
- VM 2010: uttagen till landslaget och fick speltid

### Seriefacit matcher / mål i Ruch Chorzów
- 2010–11: 9 / 1 [1]

### Seriefacit matcher / mål i Maccabi Tel Aviv
- 2009–10: 18 / 0 [2]

### Allsvenska matcher / mål i DIF
- 2009: 7 / 0
- 2008: 26 / 2
- 2007: 22 / 1
- 2006: 15 / 1